# Sonate K. 397
La sonate K. 397 (F.343/L.208) en ré majeur est une œuvre pour clavier du compositeur italien Domenico Scarlatti.

## Présentation
La sonate K. 397 est en ré majeur. Elle forme une paire avec la sonate précédente, dans le relatif mineur. Il s'agit d'une pièce notée Minuet, mais de forme peu traditionnelle, avec jota espagnole.

## Manuscrits
Le manuscrit principal est le numéro 10 du volume IX (Ms. 9780) de Venise (1754), copié pour Maria Barbara ; l'autre est Parme XI 10 (Ms. A. G. 31416). Une copie subsiste également au sein du manuscrit FCR/194.1, à Lisbonne (no 47).

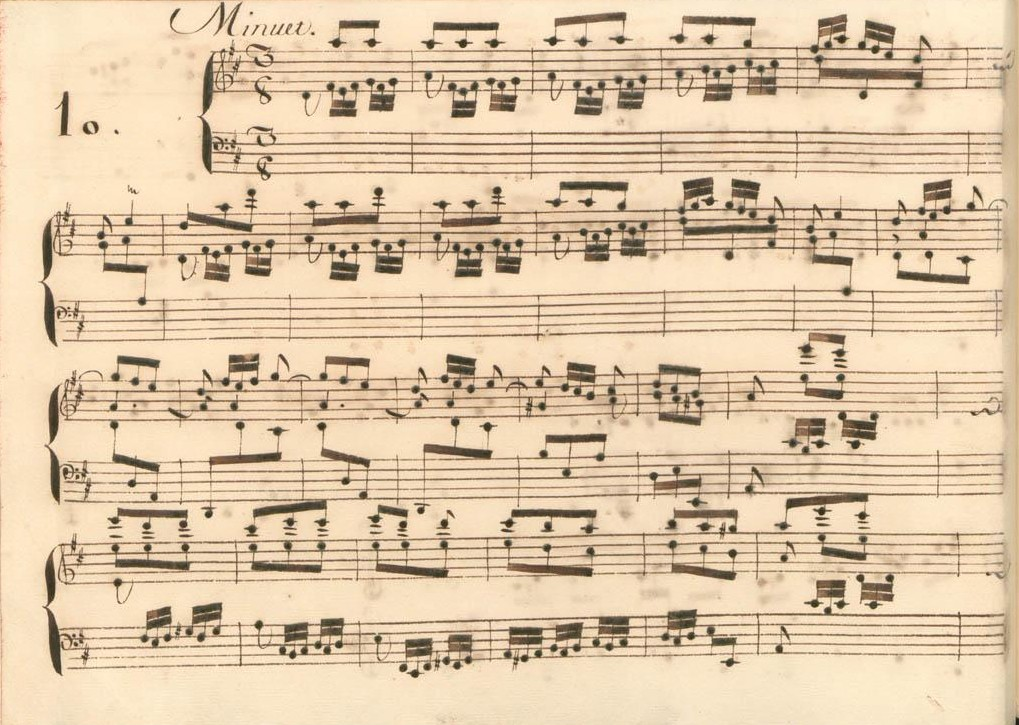
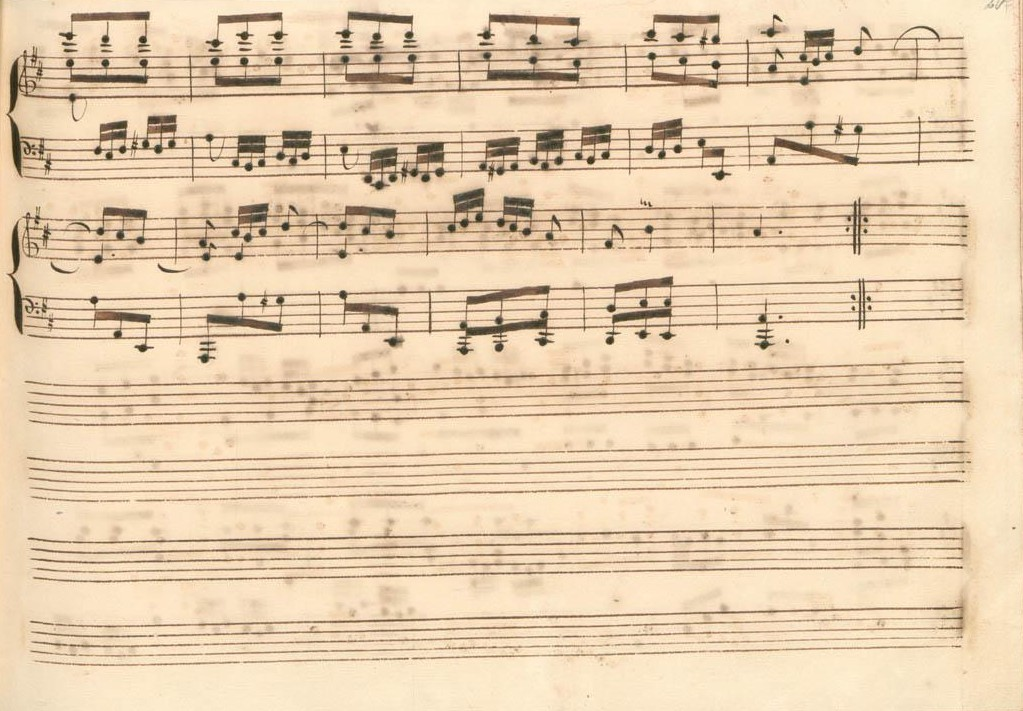

## Interprètes
La sonate K. 397 est défendue au piano, notamment par Carlo Grante (2013, Music & Arts, vol. 4) et Claire Huangci (2015, Berlin Classics) ; au clavecin par Wanda Landowska (1934), Scott Ross (1985, Erato), Richard Lester (2003, Nimbus, vol. 4) et Pieter-Jan Belder (Brilliant Classics, vol. 9).

## Sources
: document utilisé comme source pour la rédaction de cet article.
- Ralph Kirkpatrick (trad. de l'anglais par Dennis Collins), Domenico Scarlatti, Paris, Lattès, coll. « Musique et Musiciens », 1982 (1re éd. 1953 (en)), 493 p. (ISBN 978-2-7096-0118-4, OCLC 954954205, BNF 34689181).
- Alain de Chambure, « Domenico Scarlatti : Intégrale des sonates — Scott Ross », Erato (2564-62092-2), 1985 (OCLC 891183737) .
- (es) Celestino Yáñez Navarro (thèse), Nuevas aportaciones para el estudio de las sonatas de Domenico Scarlatti. Los manuscritos del Archivo de Música de las Catedrales de Zaragoza, Universitat Autònoma de Barcelona, 2016 (lire en ligne)